# Bundesstraße 12
Pour les articles homonymes, voir B12 et Route 12.
La Bundesstraße 12 (abrégé en B 12) est une Bundesstraße reliant Lindau à la frontière tchèque, près de Philippsreut, en passant par Munich.

## Localités traversées
- Lindau
- Isny im Allgäu
- Kempten
- Munich
- Hohenlinden
- Haag in Oberbayern
- Ampfing
- Marktl
- Simbach am Inn
- Pocking
- Passau
- Außernbrünst
- Freyung
- Philippsreut